# 田中光顕

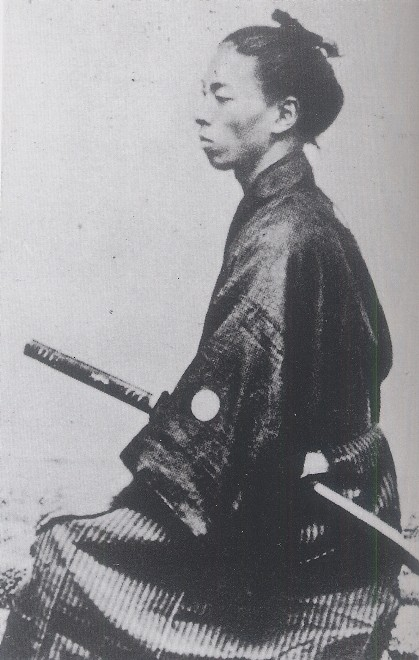
若き日の田中光顕
（1868年（慶応4年）京都にて撮影）

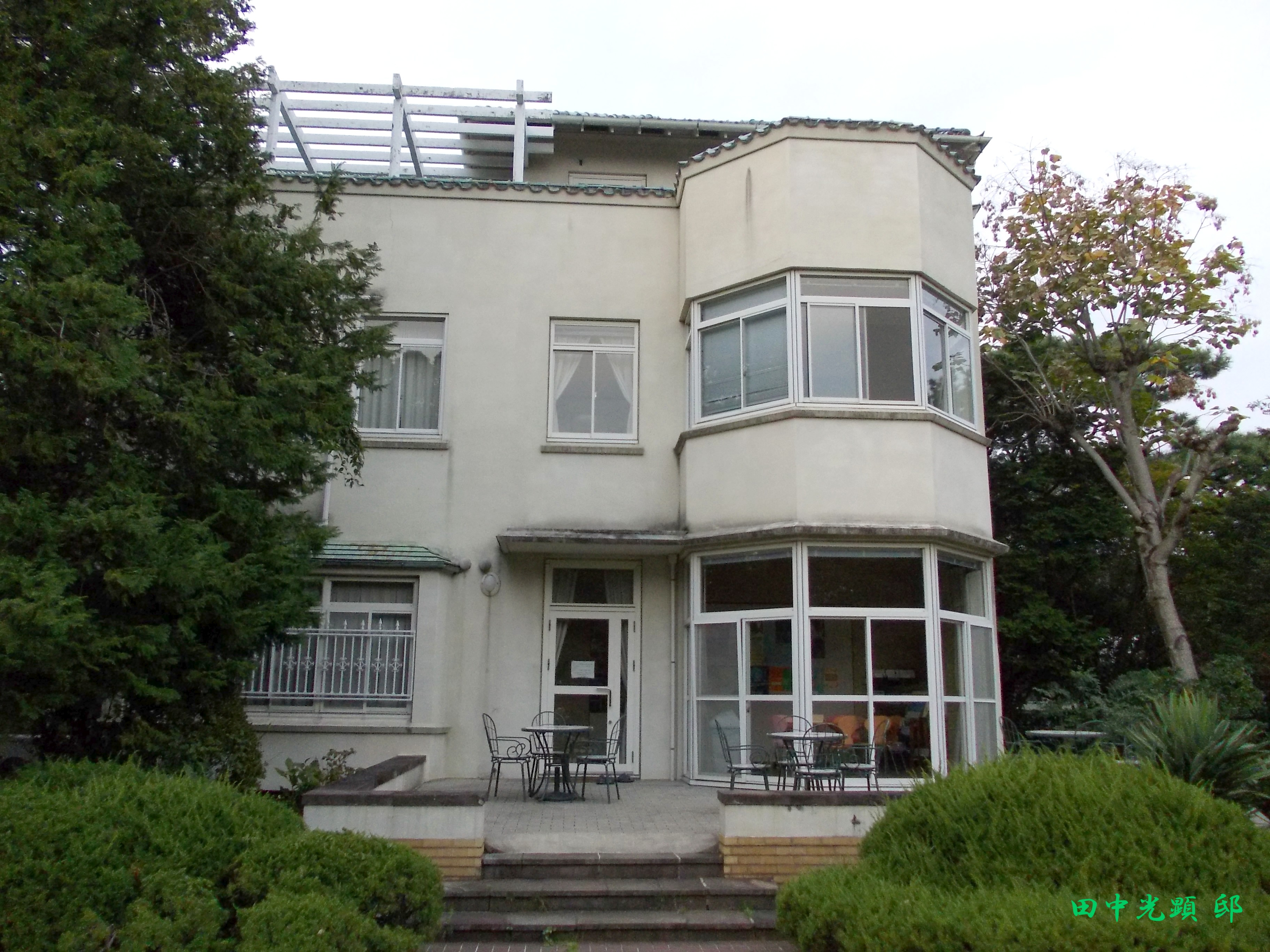
田中光顕邸（小田原文学館）
小田原市内

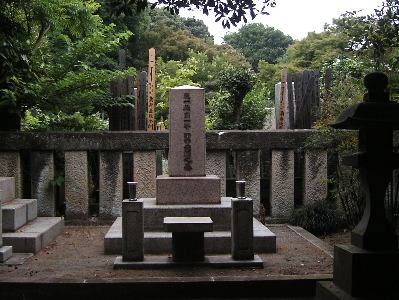
護国寺（東京都文京区）内 田中光顕墓

田中 光顕（たなか みつあき、1843年11月16日〈天保14年閏9月25日〉 - 1939年〈昭和14年〉3月28日）は、日本の政治家。栄典は従一位勲一等伯爵。初名は浜田辰弥。通称を顕助、号は青山。

## 生涯

### 幕末
天保14年（1843年）閏9月25日、土佐藩の家老深尾家々臣である浜田金治と金沢正敏の娘である献の長男として、土佐国高岡郡佐川村（現・高知県高岡郡佐川町）に生まれた。
土佐藩士武市半平太の尊王攘夷運動に傾倒してその道場に通い、土佐勤王党に参加した。叔父の那須信吾は吉田東洋暗殺の実行犯だが、光顕も関与した疑いもある。しかし文久3年（1863年）、同党が八月十八日の政変を契機として弾圧されるや謹慎処分となり、翌元治元年（1864年）には同志を集めて脱藩。のち高杉晋作の弟子となって長州藩を頼る。第一次長州征伐後に大坂城占領を企図したが、新撰組に摘発されたぜんざい屋事件を起こして大和十津川へ逃れる。薩長同盟の成立に貢献して、薩摩藩の黒田清隆が長州を訪ねた際に同行した。第二次長州征伐時では長州藩の軍艦丙寅丸に乗船して幕府軍と戦った。後に帰藩し中岡慎太郎の陸援隊に幹部として参加。
慶応3年（1867年）、中岡が坂本龍馬と共に暗殺（近江屋事件）されると、その現場に駆けつけて重傷の中岡から経緯を聞く。中岡の死後は副隊長として同隊を率い、鳥羽・伏見の戦い時では高野山を占領して紀州藩を威嚇（高野山挙兵）、戊辰戦争で活躍した。

### 明治以降
維新後は新政府に出仕。岩倉使節団では理事官として参加し欧州を巡察。西南戦争では征討軍会計部長となり、1879年（明治12年）に陸軍省会計局長、のち陸軍少将。また元老院議官や初代内閣書記官長、警視総監、学習院院長などの要職を歴任した。1887年（明治20年）、子爵を授けられて華族に列する。1898年（明治31年）、宮内大臣。約11年間にわたり、同じ土佐出身の佐々木高行、土方久元などと共に、天皇親政派の宮廷政治家として大きな勢力をもった。1907年（明治40年）9月23日、伯爵に陞爵。1909年（明治42年）、収賄疑惑の非難を浴びて辞職、政界を引退した。
政界引退後は、高杉晋作の漢詩集『東行遺稿』の出版、零落していた武市半平太の遺族の庇護など、日本各地で維新烈士の顕彰に尽力している。また志士たちの遺墨、遺品などを熱心に収集し、それらは彼が建設に携わった茨城県大洗町の常陽明治記念館（現：幕末と明治の博物館）、東京都多摩市の多摩聖蹟記念館（現：旧多摩聖蹟記念館）、高知県佐川の青山文庫にそれぞれ寄贈された。その他、1901年（明治34年）に日本漆工會の2代目会頭に就任、久能山東照宮の修理をはじめ漆器の改良などの文化事業を積極的に行っている。
晩年は静岡県富士市富士川「古渓荘」（現野間農園）、同県静岡市清水区蒲原に「宝珠荘」（後に青山荘と改称）、神奈川県小田原市に南欧風の別荘（現在の小田原文学館）等を建てて隠棲した。口述筆記による回顧談『維新風雲回顧録』（大日本雄弁会講談社、1928年）を出版。他に『維新夜話』、『憂国遺言』が遺されている。
1928年(昭和3年)には、昭和天皇の即位記念として、坂本龍馬の「エヘンの手紙」を含む維新志士の資料50数点を御物として寄贈している。しかし昭和天皇に男子がなかなか出生しないことから、側室をもうけるべきだと主張。その選定を勝手に進めるなどして、天皇側近と対立した。また、昭和維新運動に理解を示し、昭和11年（1936年）の二・二六事件の際には、事件を起こした青年将校らの助命願いに浅野長勲と動いたが、叶わなかった。
1939年（昭和14年）3月28日、静岡県蒲原町（現静岡市清水区蒲原）の別荘の青山荘にて風邪から肺炎を併発し95歳で没した。

## 家族
- 祖父：金沢正敏
  - 父：浜田金治
    - 本人：田中光顕（浜田辰弥）
    - 妻：伊輿子 - 明治の新興宗教家・阿吽鉢羅婆（あむはらば）の信者でもあった[7]。
    - 後妻：小林孝子 - 静岡県江尻町出身の平民・小林八郎の庶子[7]。父・八郎は栃木県で金港堂系列の書店を経営し、教科書疑獄事件に関わった人物[7]。お茶の水女学校を卒業後、1909年に21歳で67歳の田中と結婚[7]。身分違いのため形式上土方久元の養女の名義を得て嫁いだ[7]。二人の仲をとりもった金杉英五郎の元情婦と新聞に書き立てられ、田中の宮内大臣罷免を招いた[8][9]。のちに離婚し、1915年写真師蒔田実と再婚[10]。1930年には『小林孝子懺悔秘話』（山西健吉著）が出版された[11]。
      - 養嗣子：田中遜 - フランス留学後、パリ東洋語学校で教師、万博日本委員、帰国後学習院教授嘱託となる。衆議院議員を経て東洋コンプレッソル取締役[12]。
        - 孫：田中光素（1946年に爵位返上）
        - 孫：田中光保
        - 孫：田中光季 - 日本ギア工業元会長）
        - 孫：田中光常 - フリーカメラマン

## 栄典
位階
- 明治2年10月3日 - 正七位[13]
- 明治4年
  - 1月27日 - 従六位[13]
  - 12月12日 - 従五位[13]
- 1879年（明治12年）12月16日 - 正五位[13]
- 1885年（明治18年）7月25日 - 従四位[13][14]
- 1886年（明治19年）10月20日 - 従三位[13][15]
- 1894年（明治27年）6月30日 - 正三位[16]
- 1899年（明治32年）6月21日 - 従二位[17]
- 1906年（明治39年）6月30日 - 正二位[18]
- 1939年（昭和14年）3月28日 - 従一位[19]

爵位
- 1887年（明治20年）5月9日 - 子爵[13][20]
- 1907年（明治40年）9月23日 - 伯爵[21]

勲章等
| 受章年                     | 略綬 | 勲章名                   | 備考 |
| -------------------------- | ---- | ------------------------ | ---- |
| 1877年（明治10年）12月8日  |      | 勲三等旭日中綬章         |      |
| 1882年（明治15年）12月29日 |      | 勲二等旭日重光章         |      |
| 1889年（明治22年）11月25日 |      | 大日本帝国憲法発布記念章 |      |
| 1892年（明治25年）12月29日 |      | 勲一等瑞宝章             |      |
| 1900年（明治33年）5月10日  |      | 旭日大綬章               |      |
| 1906年（明治39年）4月1日   |      | 旭日桐花大綬章           |      |
| 1906年（明治39年）4月1日   |      | 明治三十七八年従軍記章   |      |
| 1915年（大正4年）11月10日  |      | 大礼記念章               |      |
| 1932年（昭和7年）1月14日   |      | 御紋付銀杯               |      |

外国勲章佩用允許
| 受章年                     | 国籍           | 略綬 | 勲章名                               | 備考 |
| -------------------------- | -------------- | ---- | ------------------------------------ | ---- |
| 1899年（明治32年）7月4日   | イタリア王国   |      | サンモーリスエラザル第一等勲章       |      |
| 1899年（明治32年）7月4日   | 大清帝国       |      | 頭等第三双竜宝星                     |      |
| 1901年（明治34年）3月13日  | デンマーク王国 |      | ダンネブロ勲章グランクロワー         |      |
| 1901年（明治34年）4月16日  | フランス共和国 |      | レジオンドヌール勲章グラントフィシエ |      |
| 1904年（明治37年）11月29日 | 大韓帝国       |      | 大勲位李花大綬章                     |      |
| 1907年（明治40年）2月9日   | 大韓帝国       |      | 大勲位瑞星大綬章                     |      |
| 1908年（明治41年）10月19日 | 大清帝国       |      | 頭等第二双竜宝星                     |      |

## 著作

### 単著
- 『維新風雲回顧録』大日本雄弁会講談社、1928年3月。 NCID BN14289721。全国書誌番号:46077458。
  - 『維新風雲回顧録』大和書房、1968年3月。 NCID BN04705626。全国書誌番号:68009044。
  - 『維新風雲回顧録』河出書房新社〈河出文庫〉、1990年9月。ISBN 9784309471990。 NCID BN13217554。全国書誌番号:90055848。
  - 『最後の志士が語る維新風雲回顧録』（改題版）河出書房新社〈河出文庫〉、2010年8月。ISBN 9784309410319。 NCID BB02998675。全国書誌番号:21809407。
- 『維新夜話』改造社、1936年4月。 NCID BA49951962。全国書誌番号:46044306。
- 田中直樹 編『憂国遺言』鱒書房、1940年4月。 NCID BA36339184。全国書誌番号:44012047 全国書誌番号:46075706 全国書誌番号:47038770。

### 共著
- 頭山満、伊藤痴遊、田中光顕『吉田松陰と長州五傑』国書刊行会、2015年7月。ISBN 9784336059444。 NCID BB19272153。全国書誌番号:22621464。

### 監修
- 沢本孟虎 編『水戸幕末風雲録』常陽明治記念会、1933年9月。 NCID BN11914080。全国書誌番号:46004630。

## 関連施設
- 蕉雨園　- 椿山荘、野間記念館に隣接する6000坪の敷地に建つ自邸（1897年築、東京都文京区関口2-11-17）。現在は講談社の所有。非公開だが、茶会やドラマ（華麗なる一族、鹿男あをによし、どんど晴れ、富豪刑事など多数）の撮影などに使用されている。命名は、邸宅を訪れた諸橋轍次が詠んだ「芭蕉葉上孤村の雨　蟋蟀聲中驛路の塵」から[36]。
- 佐川町立青山文庫 - 田中の寄贈により作られた図書館[37]。田中の肉声が公開されている。
- 常陽明治記念館（現：幕末と明治の博物館） - 茨城県大洗町に所在。
  - 2010年、企画展「坂本龍馬・中岡慎太郎らと活躍した歴史の証人　田中光顕と常陽明治記念館」を実施[38]。
- 古谿荘　- 明治43年竣工の別邸で、国の重要文化財[39]。静岡県富士市岩淵233番地。昭和11年に講談社社長・野間清治が取得し、現在は野間文化財団が所有[40]。
- 多摩聖蹟記念館（現：旧多摩聖蹟記念館） - 東京都多摩市の東京都立桜ヶ丘公園園内に所在。
  - 同市内連光寺周辺における明治天皇の行幸を記念した施設。建設の際に発起人の一人となった[41]。
- 青山荘 - 静岡県静岡市清水区蒲原（旧蒲原町）に建つ別荘である。和洋折衷の白亜の洋館であり、田中光顕は95歳で青山荘で没した。現在は、日本軽金属の迎賓館となっている。

## 関連作品
- 『日本の本当の黒幕』（著者：鬼塚英昭）

漫画
- 『お〜い!竜馬』（原作：武田鉄矢、作画：小山ゆう）
- 『竜馬がゆく』（原作：司馬遼太郎、漫画：鈴ノ木ユウ）

テレビドラマ
- 『竜馬がゆく』（1982年、演：野本博）

## 関連文献
- 安岡昭男・長井純市「田中光顕関係文書紹介」。2006年以降、法政大学文学部紀要に連載